# Le futurisme
Le futurisme è una rivista futurista pubblicata dal 1911 a Parigi in lingua francese. Essa raccoglieva saggi, manifesti e discorsi del gruppo dei futuristi. 
Tra il 1922 e il 1924 uscì irregolarmente anche Milano, con le traduzioni di articoli precedentemente usciti in lingua francese.